# Chudoplesy
Chudoplesy jsou malá vesnice, část města Bakov nad Jizerou v okrese Mladá Boleslav.

## Název
Název vesnice může být odvozen ze spojení chudé plesy či chudá plesa, které označovalo jezero, rybník nebo jinou stojatou vodu. Spojení se pravděpodobně vztahovalo k blízké Jizeře, která zde protéká úzkým korytem a snad v ní žilo málo ryb. Alternativní vysvětlení názvu odvozuje jméno vsi z příjmení Chudomel či obecného jména chudolaz, které označovalo chudého člověka. Chudoplesy by pak byly posměšným označením pro ves chudě plesajících lidí. V historických pramenech se jméno vsi objevuje ve tvarech: Chudoplessiech (1465), w Chudoplesech (1497), w Chudoplesiczych (1543), Chudopleßy (1608) a Chudoplesy (1854).

## Historie
První písemná zmínka o vesnici pochází z roku 1465. Údajně zde stávala i tzv. chudopleská tvrz, avšak o místě, kde stála, nejsou žádné bližší informace. V druhé polovině 15. století byla ves v držení Heřmana ze Zvířetic, pána na blízkém hradu Zvířetice tyčícím se na kopci na druhém břehu řeky Jizery. Hrad je dnes zpustlý a v podstatě jde o zříceninu.
O dalších sto let později se pány zvířetického panství stávají opět Vartenberkové, přesněji řečeno jejich kamenická větev. Krátce po bitvě na Bílé hoře přechází do majetku Valdštejnů. Zajímavá je skutečnost, že místní hostinec (zmíněn např. v roce 1580 v souvislosti se sporem o dodávky piva s hospodou v sousední vsi Trenčín), proslul za dob Valdštejnů díky tomu, že právě příslušníci tohoto šlechtického rodu zde pravidelně zastavovali a přespávali na cestách z Prahy směrem na svůj nedaleký mnichovohradištský zámek.
Dle tereziánského katastru z poloviny 18. století náleželo ke vsi okolo šedesáti hektarů pozemků (pole, lesy, louky).
V letech 1869–1979 byla samostatnou obcí, ke které patřil Brejlov a od 1. ledna 1980 se vesnice stala součástí města Bakov nad Jizerou.

## Obyvatelstvo
| Rok            | 1869 | 1880 | 1890 | 1900 | 1910 | 1921 | 1930 | 1950 | 1961 | 1970 | 1980 | 1991 | 2001 | 2011 | 2021 |
| -------------- | ---- | ---- | ---- | ---- | ---- | ---- | ---- | ---- | ---- | ---- | ---- | ---- | ---- | ---- | ---- |
| Počet obyvatel | 107  | 153  | 175  | 152  | 183  | 155  | 205  | 163  | 150  | 137  | 110  | 110  | 116  | 221  | 333  |
| Počet domů     | 17   | 19   | 21   | 22   | 27   | 28   | 34   | 51   | 42   | 40   | 36   | 43   | 47   | 68   | 99   |

## Pamětihodnosti
- Přírodní rezervace Vrch Baba u Kosmonos
- Socha svatého Jana Nepomuckého vysvěcená roku 1832[8] v jižní části vsi
- Zděná kaplička z roku 1856[8]